# 장군도
장군도(將軍島)는 대한민국 전라남도 여수시 중앙동 여수항에 위치한 섬이다. 섬의 모양은 대략 원형이며, 해안선은 600m, 면적은 17,851제곱미터이다.대한민국에서 유일한 해저 석성인 수중성과 목책의 흔적이 남아 있으며, 섬에는 왜구를 막기 위해 수중성을 세운 이량과 임진왜란 때 전라좌수사였던 이순신의 전공기념비가 서워져있다.

## 같이 보기
- 오동도